# رضا اخلاقی راد
رضا اخلاقی راد (زادهٔ ۱۳۵۸، مشهد) بازیگر ایرانی است. او فارغ‌التحصیل رشتهٔ بازیگری تئاتر از دانشگاه اراک است و بازی درنمایش‌های زیادی را در کارنامهٔ کاری خود دارد اما با بازی در فیلم لِرد به کارگردانی محمد رسول اف به شهرت رسید و به همراه این فیلم موفق به کسب جایزه بهترین فیلم از بخش نوعی نگاه کن ۲۰۱۷ شد.
رضا اخلاقی راد در ۵۴ جشنواره فیلم آنتالیا جایزه بهترین بازیگر مرد را به خود اختصاص داد. او همچنین در موزیک ویدیو "بند ناف تا خط صاف" یاس (خواننده) حضور داشت.

## فیلم‌شناسی

### فیلم‌ها
از فیلم‌های این بازیگر می‌توان به:
- فصل شکار ساخته داریوش یاری
- کُنجانچَم ساخته یاسمن نصرتی
- سوزن آب ساخته بهمن شهروان
- خون خدا ساخته مرتضی علی عباس میرزایی
- لارو ساخته علیرضا نسائی
- لِرد ساخته محمد رسول‌اف

اشاره کرد.

### نمایش خانگی
- آسپرین (فرهاد نجفی) (۱۳۹۵–۱۳۹۴) وی نقش وحید را ایفا نموده‌است.
- آبان (رضا دادویی) (۱۴۰۳-۱۴۰۴)